# Día de la Aliá
El Día de la Aliá (en hebreo: יום העלייה) es un día festivo nacional israelí, que se celebra anualmente el día 10 del mes hebreo de Nisan, y que también se celebra el día 7 del mes hebreo de Jeshván, para conmemorar los acontecimientos históricos del pueblo judío que llegó a la Tierra de Israel, hecho que según la Biblia ocurrió el día 10 del mes hebreo de Nisan (en hebreo: יום' ניסן). La fiesta fue establecida para reconocer y honrar la inmigración al estado judío, (la Aliá), como un valor central del Estado de Israel, y para honrar las continuas contribuciones de los olim jadashim, los nuevos inmigrantes, a la sociedad israelí.